# トポイソメラーゼIV
トポイソメラーゼIV（英：Topoisomerase IV）は細菌に存在する2つのII型トポイソメラーゼのうちの1つで、もう1つはDNAジャイレースである。DNAジャイレースと同様に、トポイソメラーゼIVはDNAの二本鎖を別の二本鎖に通すことができ、各酵素ステップでDNAの絡み数を2つ変化させる。両者とも、通常ParCとParEと名付けられたA/Bヘテロダイマーの対称型ホモダイマーにより形成されるヘテロ四量体構造を共有している。

## 機能
トポイソメラーゼIVは細胞内で2つの機能を持つ。 
- 1つ目はDNA複製後にDNAの結合を解除する機能を持つ。DNAの二重らせん構造と半保存的複製により、新しく複製された2本のDNA鎖は互いに結合している。染色体（およびプラスミド）が娘細胞に分離し、細胞分裂が完了するためには、これらの結合は取り除かなければならない。
- トポイソメラーゼIVの細胞内での2つ目の機能は、正のDNA超らせんを緩めることである。DNAジャイレースとトポイソメラーゼIVはともに正のDNA超らせんを緩めることができる。、Together, gyrase and topoisomerase IV remove the positive supercoils that accumulate ahead of a translocating DNA polymerase, allowing DNA replication to continue unhindered by topological strain.
- DNAジャイレースは他の生物でも類似の酵素である。

トポイソメラーゼIVはDNAジャイレースのように正のDNA超らせんを緩めるが、後者の酵素のように負のDNA超らせんを導入することはない。
Topoisomerase IV can unknot right-handed knots and decatenate right-handed catenanes without acting on right-handed plectonemes in negatively supercoiled DNA molecules, based on geometrical specificity of juxtapositions.

## 臨床的意義
トポイソメラーゼIVは、シプロフロキサシンを含むキノロン系薬剤などの抗生物質の標的でもある。